# Jannike Björling
Jannike Björling (* 12. Oktober 1966 in Stockholm, Schweden) ist ein ehemaliges schwedisches Model und die Enkelin von John E. Björling.

## Leben und Karriere

### Karriere
Sie war Fotomodell (unter anderem für Panos Emporio) und hat unter anderem für das Männermagazin Café mitgewirkt. In den späten 1980er- und frühen 1990er-Jahren wurde sie in der Boulevardpresse oft wegen ihres Privatlebens und ihrer angeblichen Drogenabhängigkeit umgeschrieben. Danach hielt sie sich bedeckt, machte eine Ausbildung zur Floristin und Nagelbildhauerin und arbeitete unter anderem im Gesundheitswesen.
2009 nahm Björling an der TV4-Serie Kändisjungeln teil.
Im Jahr 2014 erschien das Buch Dangerous Connection, geschrieben von Thomas Sjöberg und mit Jannike Björling als Thema. Das Buch basierte auf Texten, die 1994 in der Zeitschrift Intrig veröffentlicht wurden.

### Privatleben
In den Jahren 1983 bis 1988 war Jannike Björling mit dem Tennisspieler Björn Borg zusammen, mit dem sie einen 1985 geborenen Sohn, Robin Borg. Björn Borg war Juror, als die 17-jährige Björling an einem Wet-T-Shirt-Wettbewerb teilnahm. Von 1990 bis 1995 war sie mit dem Fotografen Tony Fernandez verheiratet.

## Filmografie
- 2009: Kändisjungeln (Alternativ: Celebrity Jungle, Fernsehserie, 1 Folge)